# تمورغوت (مغراوة)
تمورغوت هو دُوَّار يقع بجماعة مغراوة، إقليم تازة، جهة فاس مكناس في المملكة المغربية. ينتمي الدوّار لمشيخة مغراوة التي تضم 4 دواوير. يقدر عدد سكانه بـ 72 نسمة حسب الإحصاء الرسمي للسكان والسكنى لسنة 2004.
اثر المستجدات الحصائية الجديدة فان دوار تمورغوت عرف نموا ديموغرافيا ضعيف بفعل الهجرة الداخلية نحو المدن لأغلب قاطنيه اثر عدة عوامل ونخص بالدكر مايلي : 
-أ- انعدام فرض الشغل
ب - غياب استراتيجية حكومية للنهوض بالمجالات المؤسسة لأية تنمية جهوية محلية
ت - فشل السياسات المحلية .
د - انعدم الثقة من قبل الساكنة واضطرارهم للهجرة نحو المدن بحثا عن فرص أفضل.

## روابط خارجية
- البوابة الوطنية للجماعات الترابية نسخة محفوظة 12 مارس 2018 على موقع واي باك مشين.
- المندوبية السامية للتخطيط